# Elatostema acuminatum
Elatostema acuminatum är en nässelväxtart som först beskrevs av Jean Louis Marie Poiret, och fick sitt nu gällande namn av Adolphe-Théodore Brongniart. Elatostema acuminatum ingår i släktet Elatostema och familjen nässelväxter. Utöver nominatformen finns också underarten E. a. striolatum.